# Ostružná
Ostružná este o arie protejată (arie specială de conservare — SAC, sit de importanță comunitară — SCI) din Republica Cehă întinsă pe o suprafață de 20,27 ha, integral pe uscat.

## Localizare
Centrul sitului Ostružná este situat la coordonatele 49°15′47″N 13°23′35″E / 49.263056°N 13.393056°E.

## Înființare
Situl Ostružná a fost declarat sit de importanță comunitară în aprilie 2005 pentru a proteja 1 specie de animale. Situl a fost protejat și ca arie specială de conservare în iunie 2018.

## Biodiversitate
Situată în ecoregiunea continentală, aria protejată nu include niciun habitat protejat.
La baza desemnării sitului se află o specie protejată de  pești: cicar (Lampetra planeri).